# العلاقات المغربية الدومينيكية
العلاقات المغربية الدومينيكية هي العلاقات الثنائية التي تجمع بين المغرب ودومينيكا.

## مقارنة بين البلدين
هذه مقارنة عامة ومرجعية للدولتين:
| وجه المقارنة                                              | المغرب                                 | دومينيكا              |
| --------------------------------------------------------- | -------------------------------------- | --------------------- |
| المساحة (كم2)                                             | 710.85 ألف                             | 751                   |
| عدد السكان (نسمة)                                         | 36.07 مليون                            | 73.92 ألف             |
| الكثافة السكانية (ن./كم²)                                 | 50.74                                  | 9.84 ألف              |
| العاصمة                                                   | الرباط                                 | روسو                  |
| اللغة الرسمية                                             | اللغة العربية، أمازيغية معيارية مغربية | لغة إنجليزية          |
| العملة                                                    | درهم مغربي                             | دولار شرق الكاريبي    |
| الناتج المحلي الإجمالي (بليون دولار)                      | 109.14 مليار                           | 562.54 مليون          |
| الناتج المحلي الإجمالي (تعادل القوة الشرائية) بليون دولار | 274.06 مليار                           | 789.63 مليون          |
| الناتج المحلي الإجمالي الاسمي للفرد دولار أمريكي          | 2.88 ألف                               | 7.12 ألف              |
| الناتج المحلي الإجمالي للفرد دولار أمريكي                 | 7.49 ألف                               | 10.88 ألف             |
| مؤشر التنمية البشرية                                      | 0.628                                  | 0.724                 |
| رمز المكالمات الدولي                                      | +212                                   | +1767                 |
| رمز الإنترنت                                              | .ma                                    | .dm                   |
| المنطقة الزمنية                                           | ت ع م+01:00                            | 00، توقيت أطلنطي موحد |

## منظمات دولية مشتركة
يشترك البلدان في عضوية مجموعة من المنظمات الدولية، منها:
| علم المنظمة | اسم المنظمة                        | تاريخ انضمام المغرب | تاريخ انضمام دومينيكا |
| ----------- | ---------------------------------- | ------------------- | --------------------- |
|             | مؤسسة التنمية الدولية              | 29 ديسمبر 1960      | 29 سبتمبر 1980        |
|             | يونسكو                             | 7 نوفمبر 1956       | 9 يناير 1979          |
|             | وكالة ضمان الاستثمار متعدد الأطراف | 17 سبتمبر 1992      | 7 أكتوبر 1991         |
|             | الأمم المتحدة                      | 12 نوفمبر 1956      | 18 ديسمبر 1978        |
|             | الاتحاد البريدي العالمي            | ?                   | ?                     |
|             | البنك الدولي للإنشاء والتعمير      | 25 أبريل 1958       | 29 سبتمبر 1980        |
|             | الاتحاد الدولي للاتصالات           | 1 نوفمبر 1956       | 28 أكتوبر 1996        |
|             | منظمة حظر الأسلحة الكيميائية       | ?                   | ?                     |
|             | مؤسسة التمويل الدولية              | 30 أغسطس 1962       | 29 سبتمبر 1980        |
|             | منظمة التجارة العالمية             | 1995                | ?                     |
|             | منظمة الشرطة الجنائية الدولية      | ?                   | ?                     |

## وصلات خارجية
- موقع وزارة الخارجية المغربية